# Vađaid Rávdojávri
Vađaid Rávdojávri och Rávdojávri, eller Raudujävrik är sjöar i Finland. De ligger i kommunen Utsjoki i landskapet Lappland, i den norra delen av landet, 1 100 km norr om huvudstaden Helsingfors. Vađaid Rávdojávri ligger 301 meter över havet. Arean är 53,8 hektar och strandlinjen är 3,55 kilometer lång. Sjön  ingår i Tana älvs huvudavrinningsområde.   Omgivningarna runt Vađaid Rávdojávri är i huvudsak ett öppet busklandskap.